# Sven Öberg (militär)
Sven Erhard Öberg, född den 8 januari 1895 i Frösö församling, Jämtlands län, död den 25 maj 1977 i Stockholm, var en svensk militär.
Öberg blev fänrik vid Jämtlands fältjägarregemente 1916 och löjtnant där 1918. Han var kadettofficer vid Krigsskolan 1929–1931. Öberg blev kapten vid generalstaben 1933 och major där 1936. Han var stabschef vid Övre Norrlands trupper 1937–1939 och souschef vid Lantförsvarets kommandoexpedition 1939–1941. Öberg befordrades till överstelöjtnant vid Bohusläns regemente 1941 och till överste 1942. Han var chef för sistnämnda regemente 1942–1948 och ställföreträdande militärbefälhavare vid I. militärområdet 1948–1953, vid IV. militärområdet 1953–1955. Öberg var verkställande direktör i Svenska Företagares Riksförbund 1955–1959. Öberg blev riddare av Svärdsorden 1937 och av Vasaorden 1940 samt kommendör av andra klassen av Svärdsorden 1946 och kommendör av första klassen 1949. Han är begravd på Vingåkers kyrkogård.